# Al-Kit Kat
Al-Kit Kat (Arabic: الكيت كات) è una commedia egiziana del 1991 diretto da Daoud Abdel Sayed. Il film ha vinto il premio alla migliore regia alla Biennale del Cinema Arabo di Parigi e anche al Festival internazionale del film di Damasco in Siria, entrambi nel 1992.

## Trama
Sheikh Hosni, interpretato da Mahmoud Abdel Aziz,  è un non vedente che vive nel quartiere di Al-Kit Kat a Giza in Egitto. Abita nella stessa casa con la madre ed il figlio e trascorre le sue giornate fumando hashish, cantando e sognando di guidare il motorino.